# Quesnelia violacea
Quesnelia violacea là một loài thực vật có hoa trong họ Bromeliaceae. Loài này được Wand. & S.L.Proença mô tả khoa học đầu tiên năm 2006.